# The Coral Tombs
| Оценки критиков | Оценки критиков |
| Источник        | Оценка          |
| --------------- | --------------- |
| Kerrang!        | [ 4 ]           |
| Metal Storm     | [ 5 ]           |
| Metal Injection | [ 6 ]           |

The Coral Tombs (с англ. — «Коралловые гробницы») — пятый студийный альбом немецкой фьюнерал-дум-метал группы Ahab вышедший 13 января 2023 года на лейбле Napalm Records.
Это концептуальный альбом, в основе сюжета которого лежит роман «20 000 лье под водой» знаменитого французского писателя-фантаста Жюля Верна.
На альбоме в качестве гостей выступили Грег Чандлер из британской фьюнерал-дум-метал группы Esoteric и Крис Дарк из немецкой блэк-метал группы Ultha.
К песням из этого альбома Ahab выпустили три видеоклипа на первые три песни, которые представляют собой лирик-видео на песню «Prof. Arronax’ Descent into the Vast Oceans», покадровое видео на песню «Colossus of the Liquid Graves» и музыкальное видео на песню «Mobilis in Mobili».

## Список композиций
| №                   | Название                                      | Длительность |
| ------------------- | --------------------------------------------- | ------------ |
| 1.                  | «Prof. Arronax’ Descent into the Vast Oceans» | 8:06         |
| 2.                  | «Colossus of the Liquid Graves»               | 6:26         |
| 3.                  | «Mobilis in Mobili»                           | 8:20         |
| 4.                  | «The Sea as a Desert»                         | 10:49        |
| 5.                  | «A Coral Tomb»                                | 10:11        |
| 6.                  | «Ægri Somnia»                                 | 12:22        |
| 7.                  | «The Mælstrom»                                | 10:02        |
| Общая длительность: | Общая длительность:                           | 66:16        |

## Участники записи

### Ahab
- Даниэль Дрост — вокал, гитара, клавишные
- Кристиан Гектор — гитара
- Стефан Вандернот — бас-гитара
- Корнелиус Альтхаммер — ударные

### Гостевые музыканты
- Крис Дарк — вокал (трек 1)
- Грег Чандлер — вокал (трек 7)

### Производство
- Йенс Зиферт — запись, микширование, мастеринг
- Себастьян Йерке — обложка альбома, иллюстрации
- Штефан Хейлеманн — фотографии